# Pagos pampeanos
Los pagos pampeanos son las primeras denominaciones regionales castellanas —y por lo tanto históricas— originadas en los territorios otorgados en concepto de concesión real a los conquistadores y vecinos pobladores tras la segunda fundación de la ciudad de Buenos Aires y que fue interpretado localmente no como merced sino como pago compensatorio o retribución a sus esfuerzos. 
A diferencia de otras regiones, aquí la palabra "pago" no solo se refiere al lugar de nacimiento o arraigo, sino que también se utiliza para identificar un territorio determinado.

## Orígenes

### Orígenes jurídicos
Conforme a la tradición castellana, las tierras conquistadas se reputaban realengas. En el caso de las Indias castellanas este concepto se basaba no solo en esa tradición castellana, sino principalmente en función de lo establecido por las Bulas Alejandrinas. De allí que los Reinos de Indias perteneciesen a los reyes de Castilla aunque no al Reino de Castilla.

### Orígenes históricos
En 1534 el rey Carlos V de España estableció cuatro inmensas gobernaciones bioceánicas en las Indias castellanas situadas en el hemisferio sur. Se extendían desde el océano Pacífico al Atlántico, o hasta la línea de Tordesillas donde correspondía.

La primera, a partir de las proximidades de la línea ecuatorial, correspondió a Francisco Pizarro; la segunda a Diego de Almagro; la tercera a Pedro de Mendoza; y la cuarta a Simón de Alcazaba y Sotomayor.
El límite entre las gobernaciones de la Nueva Andalucía, adjudicada a don Pedro de Mendoza, y la de Nueva León, concedida a Sotomayor, quedó establecido —sobre el litoral Atlántico— por el Río de Solís, primeramente llamado Iordam o Jordán, más tarde Gran Paraná, y que es el actual Río de la Plata, y quedó determinado por el paralelo 35° S. La jurisdicción se especificaba también por el Pacífico. Se estipulaba un desarrollo de costa para cada gobernación y cuya extensión estaba determinada sobre un meridiano específico.
Esta latitud 35° S es difusamente la que señala el extremo austral del continente africano y coincidentemente la punta del Este. Al sur se extendían la Mar Dulce (el citado Río de la Plata) y la Gobernación de Nueva León, a cargo del noble portugués nacionalizado español Simón de Alcazaba y Sotomayor, en las tierras que se conocerían como Patagonia desde que se tuviera novedad de la expedición al mando de otro portugués, Fernando de Magallanes, según la conocida anécdota del escribano y cosmógrafo Antonio Pigafetta. Esa expedición dio nombre también a la bahía de Samborombón (en alusión a la mítica isla de San Borondón), en la que el río Salado desemboca en el estuario del Río de la Plata.

## Los repartimientos de don Juan de Garay a fines delsigloXVI
Estas mercedes o pagos constituyen las suertes de chácaras y suertes de estancias que —en el caso del Río de la Plata— fueron asignadas por don Juan de Garay a quienes lo acompañaron en la fundación de la ciudad de la Santísima Trinidad (es decir la ciudad de Buenos Aires de hoy) en 1580.
El 24 de octubre de 1580 se produjo el reparto de las suertes. Las suertes de chácaras mirando al Río de la Plata se extendieron desde el extremo norte del ejido, Cruz de San Sebastián, donde hoy se alza el edificio de la cancillería, aguas arriba en dirección al noroeste, hasta dentro de lo que hoy es el partido de San Fernando, en la desembocadura del río de Las Conchas, que es el que se llamó Reconquista luego de las Invasiones inglesas. Estas suertes medían entre trescientas y quinientas varas de cabezada, esto es de frente al río, y una legua de fondo, coincidente con la hoy avenida Fondo de la legua, excepto las tres primeras más próximas a la ciudad, debido al brusco cambio de rumbo de la costa aguas arriba de Retiro. Estas tres primeras suertes correspondieron a Luis Álvarez Gaytán, su hermano Pedro Álvarez Gaytán y a Domingo Martínez de Irala.
Estas suertes de chacras constituyeron lo que con el tiempo fue denominado los pagos de los Montes grandes —actualmente queda solo un relicto del nombre con el nombre de Monte Grande—. El pago de los Montes Grandes se extendía desde el oeste de la ciudad de Buenos Aires y recibía ese nombre por ser una zona relativamente elevada (no más de una decena de metros) en relación con el resto de la llanura pampeana. Esta especie de altosano extendido estaba cubierto por un monte o bosque de árboles como los talas y ombúes; tras la conquista española allí se cultivaron durazneros, higueras y vides, entre otras especies.
También se repartieron chacras en las márgenes derechas de los ríos Luján y de las Conchas y en la izquierda del río Matanza-Riachuelo de los Navíos. De este modo, las suertes de chacras se emplazaban siempre en la margen más cercana a la ciudad, mientras que las suertes de estancias se establecían en la banda contraria. El objetivo buscado era que la hacienda criada en las estancias, eminentemente ganaderas, quedase contenida por la barrera natural que constituía el río, impidiendo así que pisotease los cultivos que se llevaban a cabo en las chacras, eminentemente agrícolas.
Las suertes de estancias medían tres mil varas o media legua de frente a un río por una legua y media de fondo. Al sur de la ciudad se extendieron frente al Río de la Plata treinta suertes de estancia que se extendían hasta las proximidades de Atalaya, en lo que Hernando de Montalvo llamó Valle de Santa Ana en 1579, y que más tarde fue llamado pago de la Magdalena; otras se encontraban en el valle de Santiago, con frente al río Luján, o con frente al río Paraná de las Palmas, hasta donde hoy de alza la ciudad de Zárate, que darían lugar a los pagos de Luján.
Así, los puntos extremos de la ocupación hispánica en la región fueron al sur el río de Tubichaminí (actualmente el Salado, el nombre "Tubichaminí" era guaranítico y aludía a un tubichá, o cacique, que recibía el apodo de Miní, es decir "Chico"; tal nombre le fue dado inicialmente a una reducción que se ubicaba en la margen izquierda o norte de la antigua desembocadura del actual Río Salado bonaerense en la Banda Occidental del estuario del Río de la Plata); más allá de la ensenada de Barragán, tal vez el río Samborombón; al norte, la reducción indígena del Baradero; al oeste, los pagos de Luján; y al noreste, la Banda Oriental de los ríos Uruguay y de la Plata, hasta donde hoy está emplazada la ciudad de Colonia. La ocupación resultó eminentemente ribereña y la penetración hacia el interior no superó en ningún caso los ocho kilómetros.

## Los primeros pobladores

### Amerindios
Los datos disponibles acerca de las poblaciones amerindias preexistentes en el Plata a la llegada de los españoles resultan escasos, ambiguos y hasta contradictorios. Se trata de un área compartida y de intensos intercambios, en el que los guaraníes pudieron actuar como nexo con culturas tan alejadas como las del mundo andino. Los guaraníes de las rozas, así llamados por su tecnología agrícola de rozado, parecen confrontar con los restantes pueblos de la región, pues se encuentran en una etapa de avances expansivos. Esta rivalidad sería capitalizada por los castellanos.
Se ha estimado el número de habitantes indígenas que poblaban la región a la llegada de los españoles en alrededor de 32.000 individuos, repartidos en diferentes grupos étnicos o lingüísticos.
Los guaraníes habían establecido sus poblados en: 
1. las islas de la desembocadura del Paraná, transculturando —tras invadirlos— a los chanás.
2. entre los ríos Paraná y Luján.
3. ambas márgenes del Plata. Pudieron haber sido guaraníes —y no charrúas— quienes atacaron a Juan Díaz de Solís en la costa actualmente uruguaya. Refuerza esa hipótesis el hecho de que los "avá" (o guaraníes), hasta la llegada de los jesuitas, mantuvieron desde tiempos inmemoriales la antropofagia. En cambio, los Charrúas, como los demás pámpidos, parecen haber mantenido un tabú respecto a la antropofagia o el canibalismo. En la Argentina establecieron un poblado en terrenos de la actual Berisso y chacritas o chacaritas (zonas de cultivos) en la zona de los actuales barrios de Belgrano y San Isidro, en Buenos Aires; existen sitios arqueológicos posiblemente guaraníes próximos a la bahía de San Borombón como límite sur de su expansión.

Los charrúas, de hábitos nómadas, se encontraban en el sur de la Mesopotamia argentina, en la Banda Oriental del río Uruguay y avanzando también sobre la banda occidental del río.
Los mbeguaes constituían "diez naciones" asentadas en el delta entrerriano del Paraná, al norte de los guaraníes.
Los chanás alzaban sus poblados en la ribera sur del Paraná, entre la actual Rosario y el río Luján. Ellos serían quienes atacaron la Buenos Aires de Pedro de Mendoza.
Los querandíes, que en guaraní, lengua que los castellanos utilizaron como franca, significa “gente que come grasa”, eran pampas septentrionales —het— que se desplazaban entre el cabo San Antonio y el sur de la actual provincia de Córdoba, transitando el litoral de los ríos de la Plata y Paraná hasta el río Carcarañá. Al río Arrecifes se lo llamó "de los Querandíes" por sus asentamientos en la región.

### Castellanos
Los expedicionarios llegados con Juan de Garay fueron mayoritariamente americanos y no europeos, descendientes de quienes acompañaron a don Pedro de Mendoza en la primera fundación de Buenos Aires. Nacidos en Asunción, muchos de ellos eran hijos de madres guaraníes; son los llamados "mancebos de la tierra". De los sesenta y tres jefes de familia —entre quienes se cuentan quienes serían los primeros vecinos—, solo diez eran peninsulares. La mayoría de las mujeres e hijos menores resultaban igualmente americanos. Además llegaron en la expedición doscientos guaraníes, por lo que la fundación resultó una gesta eminentemente americana.

## Encomiendas, reducciones y mestización
Algunos caciques fueron repartidos en encomiendas con sus gentes, o asentados en reducciones, en un número que puede estimarse en alrededor de mil cuatrocientos individuos. Sin embargo, las reducciones y encomiendas no consiguieron afianzarse, aunque en general se tratara de pueblos que ya conocían la agricultura y habitaban poblados. Comunidades que anteriormente fueran bien nutridas difícilmente se adaptaban a las nuevas condiciones. Las enfermedades traídas por los europeos, contra las cuales los americanos carecían de anticuerpos, diezmaron a sus poblaciones. Muchos de los indios reducidos o encomendados, más que rebelarse, simplemente abandonaban sus asentamientos.
Consta en fuentes castellanas que doce caciques guaraníes fueron repartidos en encomienda. 
El licenciado Juan Torres de Vera y Aragón recibió encomienda de charrúas del gobernador Fernando Ortiz de Zárate.
Diez tribus de mbeguaes fueron trasladados a la margen derecha del Paraná para ser empadronados. Mezclados con otros grupos o mestizados, perdieron su identidad. En la Magdalena, se asentaron desde Punta Indio a la depresión del Salado. En el río de Santiago (actual río Salado) se ubicó la reducción del cacique Quendiopen o Quengipen, quien fue llamado por los españoles con el apelativo Tubichaminí, que en lengua guaraní significa "pequeño jefe". Otras veces se lo supone querandí.
En 1620 existen tres reducciones:
- San José de Areco, sobre el río Areco, compuesta por 228 individuos del cacique Juan Bagual, de etnia querandí o mbeguá.
- Tubichaminí, en la isla de Santiago, integrada por 253 individuos.
- Santiago del Baradero, establecida por Hernandarias en 1616, donde conviven 197 individuos de las etnias chaná, mbeguá y guaraní.

En 1635 son traídos a la región indios serranos prisioneros, originarios de la región de Tandil.
En 1667 se funda en el pago de la Magdalena la reducción de Santa Cruz de los indios Quilmes.

## Situación a fines delsigloXVIII
Producto de sucesivas mercedes, los pagos se extendieron a lo largo de la ribera derecha de los ríos Paraná-Plata, desde el arroyo del Medio hasta la bahía de Sanborombón, en dirección NO-SE. Si bien los repartimientos efectuados por Juan de Garay no se alejaron más que una legua y media de la línea de ribera, hacia fines del siglo XVIII la penetración hacia el interior buscaba el curso del río Salado, ocupando la casi totalidad de la pampa anterior. Sin embargo, y hasta la erección de la línea de fortines defensivos de Francisco Betbezé, en todo momento se evitó traspasar el paralelo de 35° S, límite histórico entre las gobernaciones originalmente asignadas a Pedro de Mendoza, Nueva Andalucía, al Norte, y a don Simón de Alcazaba y Sotomayor, Nueva León, al Sur. Al norte de esa delimitación se extendía la llanura pampeana ("la pampa"), y al Sur, las tierras que habitaban los patagones, y que los criollos llamaron también la Frontera o el Desierto.
Hacia el ocaso del período monárquico —fines del siglo XVIII— se identifican en la pampa anterior, amén de los pagos del monte grande o de los montes grandes, en el que solo había chacras, y los del río de las Conchas, seis grandes pagos, cuatro al norte de la ciudad de Buenos Aires, uno aguas arriba del riachuelo de los Navíos o río Matanzas, y otro al sur de la ciudad.
1. Pago de los Arroyos, cuyo límite norte lo constituía el arroyo del Medio.[Nota 2]
2. Pago de Arrecifes, en donde se emplazaba la reducción de Baradero.
3. Pago de Areco.
4. Pago del Luján, anteriormente llamado Valle de Sant Yago.
5. Pago de La Matanza y Pozos.
6. Pago de la Magdalena, que anteriormente fuera llamado Valle de Santa Ana.

Estos pagos constituyen el hinterland pampeano de la Ciudad de la Trinidad (hoy Ciudad Autónoma de Buenos Aires), y por lo tanto el germen geográfico, demográfico y jurídico de la futura provincia de Buenos Aires y de los partidos en los que actualmente se divide jurisdiccionalmente, y es además el espacio geográfico en el que se concentra hoy gran parte de la población argentina.